# روبن كريستيانسن
روبن كريستيانسن (بالنرويجية البوكمول: Ruben Kristiansen)‏ هو لاعب كرة قدم نرويجي، ولد في 20 فبراير 1988 في مدينة بودو في النرويج. شارك مع Norway national under-23 association football team ‏ ومنتخب النرويج لكرة القدم. أما مع النوادي، فقد لعب مع ترومسو إيدريتسلاغ ونادي بران ونادي فوليرينغا.

## وصلات خارجية
- روبن كريستيانسن على موقع اتحاد النرويج (النرويجية)
- روبن كريستيانسن على موقع قاعدة بيانات كرة القدم.إي يو (الإنجليزية)
- روبن كريستيانسن على موقع ناشيونال فوتبول تيمز (الإنجليزية)
- روبن كريستيانسن على موقع Soccerway.com (الإنجليزية)
- روبن كريستيانسن على موقع AS.com (الإسبانية)